# Лицей Йювяскюля
Лицей Йювяскюля (фин. Jyväskylän Lyseon lukio) — старейшее финноязычное образовательное учреждение высшей средней ступени. Гимназия была открыта 1 октября 1858 года. Большую часть своего существования, с 1902-го по 2012-й, гимназия находилась в здании по улице Университетской (фин. Yliopistonkatu).

## Известные выпускники
- Алвар Аалто — архитектор, ключевая фигура модернистской архитектуры
- Эдвард Гюллинг — финляндский и советский политик, первый руководитель Карельской трудовой коммуны
- Отто Куусинен — финляндский и советский политик, председатель Президиума Верховного Совета Карело-Финской ССР